# موريس (ملحن)
موريس (بالرومانية: Morris)‏ هو مغني ومنتج أسطوانات وملحن ودي جيه روماني، ولد في 9 سبتمبر 1976 في رومان، رومانيا في رومانيا.